# Noyant-d'Allier
Noyant-d'Allier är en kommun i departementet Allier i regionen Auvergne-Rhône-Alpes i de centrala delarna av Frankrike. Kommunen ligger  i kantonen Souvigny som ligger i arrondissementet Moulins. År 2022 hade Noyant-d'Allier 599 invånare.

## Befolkningsutveckling
Antalet invånare i kommunen Noyant-d'Allier
Referens: INSEE